# 466 v.Chr.
Het jaar 466 v.Chr. is een jaartal volgens de christelijke jaartelling.

## Gebeurtenissen

### Griekenland
- Slag bij de Eurymedon: De Delisch-Attische Zeebond geleid door Kimon II verslaat de Perzische vloot aan de monding van de rivier de Eurymedon in Pamphylië.
- Kimon II brengt de steden in Carië en Lycië onder de Atheense invloedssfeer.
- Er valt een meteoriet in Aegospotami ter grootte van een molensteen. Er wordt van Anaxagoras beweerd dat hij de val voorspeld heeft.

### Italië
- Syracuse wordt een democratie, op het hoogtepunt van zijn macht wordt het eiland een rivaal van Athene en Carthago.
- Thrasybulus wordt door de bevolking van Syracuse uit de stad verdreven.

### Libië
- Griekse kolonisten stichten de handelsnederzetting Benghazi aan de Libische kust.

## Overleden
- Hiëro I, tiran van Syracuse